# Tor Norling
Thor Ingvar Norling, född 20 mars 1895 i Malmö, död 4 september 1972 i Vellinge, var en svensk målare, skulptör och grafiker.
Norling studerade konst för Axel Ebbe och under en längre studietid i Paris. Han ställde ut på Malmö rådhus 1929 och 1930 samt i utställningar arrangerade av Skånes konstförening. Hans konst består av barnporträtt, stillebenkompositioner och landskapsmotiv från skånska slättlandet i en naivistisk förenklad form samt smärre skulpturer och träsnitt. Norling är representerad vid Kristianstads museum. Han är begravd på Vellinge gamla kyrkogård.